# Isocirrus mirabilonga
Isocirrus mirabilonga är en ringmaskart som först beskrevs av Moore 1903.  Isocirrus mirabilonga ingår i släktet Isocirrus och familjen Maldanidae. Inga underarter finns listade i Catalogue of Life.